# Katanga
Katanga var frem til 2015 den sydligste provins i den Demokratiske Republik Congo. Navnet blev forandret til Shaba af præsident Mobutu i 1971, men skiftede tilbage efter hans fald i 1996. Provinsens hovedstad var Lubumbashi. I 2015 blev den opdelt i  provinserne  Tanganyika, Haut-Katanga, Haut-Lomami og Lualaba er resultatet af opdelingen af den tidligere provins Katanga.
Katanga har betydningsfulde mineralrigdomme. Kobberminerne er de største i Afrika, og provinsen er verdens største producent af kobolt. Uranen til de første to atombomber kom herfra. Metallerne bliver udført over Benguela-jernbanen til den atlantiske havneby Lobito. Statsfirmaet Gécamines er den vigtigste virksomhed.
I begyndelsen af 1960'erne, lige efter Congos uafhængighed, forsøgte Katanga at blive selvstændigt under ledelse af Moïse Tshombe. Oprøret blev knust med hjælp fra FN-tropper. Generalsekretær Dag Hammarskjöld omkom ved et flystyrt, mens han prøvede at forhandle en våbenstilstand. I 1970'erne blev Katanga to gange besat af anti-Mobutu-styrker med baser i nabolandet Angola. Franske og marokkanske tropper genoprettede centralregeringens kontrol.